# 1:99電影行動
《1:99電影行動》，於2003年拍攝的電影。2003年頭非典型肺炎肆虐香港，香港人生活在一片陰霾之下。有見及此，香港電影工作者總會發起該行動，邀請十五位香港知名導演，拍攝十一條勵志短片，藉此為香港人打氣，鼓勵港人樂觀面對人生，逆境自強。
該片於2003年8月4日在無線電視翡翠台首播，於2003年9月推出原裝導演加長版VCD及DVD。

## 短片劇情
| 片 名           | 導 演             | 演 員                                                                                              | 故事大綱 |
| 狂想曲          | 杜琪峰、韋家輝    | 劉德華、鄭秀文、劉青雲、杜汶澤、林雪                                                               | 透過把許冠傑七、八十年代數首帶有草根味的經典歌曲截錄成的串燒歌，以劉德華、劉青雲、鄭秀文演繹成MTV，帶出香港市民獨有的樂觀積極、拼搏上進、打不死的特質，借此勉勵香港市民繼續發揮這特質。 |
| 小豬不舒服      | 陳果              | Shine、李燦森、吳嘉龍                                                                              | 有人說：「我們已經戰勝了瘟疫，又送走了口罩。」是真的嗎？我不太相信。因為我家農場的小豬忽然不舒服，該不會是第二次災難又來了吧？原來小豬只是鬧別扭，它只不過用一點點不高興的表情希望我們帶它去豬棚外的世界看一看...... |
| 向好看          | 陳德森            | 薛立賢                                                                                             | 疫症過後，這個城市的人，仍然經常眉頭深鎖地忙碌，因為忙碌所以看不到快樂的笑臉，其實很多笑臉會不時輕輕擦過，只要用心觀察，原來快樂早已無處不在。 |
| 信不信由你      | 徐克 (原著：王澤) | 老夫子、大蕃薯、秦先生、陳小姐                                                                     | 老夫子、大蕃薯與秦先生三人同生活於小島上，爭爭合合，無日無之，直至鯊潮圍攻，三人終能與陳小姐攜手同心，共渡患難。 |
| 香港必勝        | 周星馳            | Jenny Yip、元秋、吳凡、洪維濤、蘇醒、李漫芬                                                        | 故事發生於病人母親在隔離病房期間，通過網上聯繫與家人溝通過程之趣事，表達病人患病期間仍能樂觀面對人生，以必，勝的決心與病魔決戰，而家人除關心母親之外，亦能收拾心情，投入日常工作及生活。 |
| 誰是香港小姐？  | 馬偉豪            | 陳奕迅、胡楓、張英才、周麗淇、何韻詩、應采兒、李蘢怡、劉思惠、茜利妹、Mini Cookies、趙頌茹         | 電視節目錄影廠內，站著十二名心情緊張的佳麗...男女司儀拿著信封，要宣佈誰是香港小姐冠軍...信封打開，Miss Hong Kong goes to... |
| 我的飛行家族    | 羅啟銳、張婉婷    | 黃秋生、王樹熹                                                                                     | 在「非典」的低氣壓中，我們的下一代，曾經如何熬過來？我們給了他們一個甚麼榜樣與啟示？事過境遷之後，他們又成長了多少？朝哪一個方向再舉步？我們的下一代，心中的玫瑰，將會送給誰？ |
| 等運到          | 林超賢、陳嘉上    | 郭富城、梁詠琪、黃子華、何超儀、黎姿                                                               | 遇到天災，一些人總是望天打卦。希望身邊有人可以替他們解決，只懂怨天怨地。這短片會由一班演員以嬉笑怒罵的方式，提醒大眾面對困難要用行動去解決。否則個個袖手旁觀，事情不會改善。 |
| 麥兜1:99        | 謝立文            | 林海峰、the pancakes、陳浩峰、香港童聲合唱天地                                                     | 小行星裏麥兜扮演的小王子跟他的鴨和蛇不住的隨地大小便打噴嚏。寂寞的小王子卻渴望著一朵最美麗的花。終於外星飄來的一顆種子給王子帶來希望。小王子悉心培育，終於在一個新月的晚上，小行星長出了最美麗，唯一的一朵玫瑰。大家驚歎之餘初開的玫瑰吐出了......                                                                                     |
| 2003春天…的回憶 | 陳可辛            | 梁朝偉（電影「無間道」陳永仁造型）、原麗淇、杜可風、張堅庭、杜汶澤、田蕊妮、吳君如、黃貫中、張同祖 | 2003年的春天，維港上空風雲變色，城市變得更加冰冷；他更倍覺寒意。但是，只要積極面對，必定能將逆境扭轉。 |
| 前程錦繡        | 劉偉強、麥兆輝    | 劉德華、張學友、劉嘉玲、吳鎮宇、黃秋生、杜汶澤、余文樂、曾志偉、陳冠希                             | 多年前，香港由一個小小漁港，慢慢發展成現時的國際大都會城市，期間發生過很多天災人禍：包括早年的鼠疫、霍亂肆虐、旱災、水災、1941年香港淪陷、颱風襲港、1997年金融風暴等等；這些身心俱疲的苦日子，香港人都能堅持抱住捱出生天的訊息而成功渡過。透過圖片及片段，介紹多年來香港發生過的大事件，加入訪問市民心聲片段，最後拼貼而成為1:99電影。 |

## 外部連結
- 1:99電影行動
- YESASIA : 1:99電影行動原裝導演加長版（页面存档备份，存于）
- 香港影庫上《1:99電影行動》的資料（繁體中文）
- 豆瓣电影上《1:99電影行動》的資料 （简体中文）